# (18918) Nishashah
(18918) Nishashah (2000 OB50) – planetoida z pasa głównego asteroid okrążająca Słońce w ciągu 3,42 lat w średniej odległości 2,27 j.a. Odkryta 31 lipca 2000 roku.